# Gonzalo Montoya
Gonzalo Eugenio Montoya Riquelme (Macul, 9 de septiembre de 1979) es un ingeniero civil industrial, ingeniero en informática y político chileno. Se desempeñó como alcalde de Macul entre 2016 y 2024.

## Biografía
Hijo de Bartolo Montoya Vásquez y Marina del Carmen Riquelme Cifuentes. Nació el 9 de septiembre de 1979 en lo que hoy es la comuna de Macul, y donde ha vivido y desarrollado gran parte de su vida.
Sus estudios de enseñanza básica fueron realizados en el Colegio Salesiano Camilo Ortúzar Montt, y su enseñanza media en el Instituto Miguel León Prado de San Miguel.
Tras años de estudios en la educación superior, se tituló de Ingeniero en Informática en la Universidad Tecnológica Metropolitana de Chile, para luego, y tras algunos años del ejercicio de su profesión, ingresa en la Universidad Central (UCEN), donde obtuvo el título de ingeniero civil industrial y licenciado en Ciencias de la Ingeniería.

### Vida personal
Está casado con Claudia González, con quien tiene dos hijos, Martina y Alonso.

## Trayectoria política
Sus primeros pasos en la política fueron mientras cursaba su primera carrera, donde fue presidente del Centro de Alumnos de Ingeniería en Informática durante dos años, paso que lo llevó a competir a las listas de candidatos de la Federación de Estudiantes de esa casa de estudios, en pleno proceso de discusión de la ya transformada Ley LOCE.
Al insertarse al mundo laboral, se desempeñó en el sector privado en materias ligadas al desarrollo de nuevas tecnologías e innovación computacional, paralelamente desarrollaba en la década del 2000, activa participación en diversas campañas políticas de candidatos de centroizquierda y el mundo progresista. Durante todo este periodo, trabajó activamente con las más diversas organizaciones sociales de la comuna de Macul, siendo parte fundadora del Centro Cultural Macul 2000. Además, realizó clases de regularización de estudios a personas que aún no finalizaban su 4.° año medio en la población Jaime Eyzaguirre de la misma comuna por un año, lo que permitió a esos vecinos finalizar su etapa escolar.
En las elecciones municipales del año 2012 se postuló por primera vez como candidato a la alcaldía de Macul, donde obtuvo un  16,3 % de los votos, no resultando electo. El año siguiente, postuló en las elecciones parlamentarias del año 2013 a un cupo del PRO en la Cámara de Diputados, sin embargo, obtuvo un 6,35% por lo que no fue electo. En 2016 repostuló al cargo de Macul, obteniendo un triunfo con un 48,5 % de los votos.
Actualmente el alcalde Gonzalo Montoya ha participado en diversos seminarios y cursos de política social y gobiernos locales, ha impulsado políticas públicas, poniendo el foco en sus vecinos y vecinas, como son la creación de la nueva Farmacia Comunal, la implementación del primer Centro de Especialidades de Macul, la implementación de móviles de apoyo al vecino, la primera gran modificación al Plan Regulador Comunal (de Macul al Oriente), y la implementación de importantes mejoras, tanto en espacios públicos como parques y plazas de la Comuna, entre muchos otros proyectos. Además, es el actual vicepresidente de la Asociación Metropolitana de Municipalidades de Santiago Sur para la Gestión Ambiental y de Residuos MSur, tesorero de la naciente Asociación de Municipios Libres (AML) y también es miembro activo como representante legal de la Municipalidad de Macul, en la Asociación Chilena de Municipalidades (AChM), organismo que representa inquietudes y soluciones del mundo municipal ante el Estado.
En julio de 2021 se integró al partido Comunes, asumiendo como uno de sus vicepresidentes. Fue candidato a presidente de Comunes en las elecciones internas del partido, no logrando ser electo. En octubre de 2022, junto a un grupo de 170 militantes, anuncia su renuncia al partido.
Se presentó por tercera vez a la reelección por Macul en las elecciones de 2024, quedando en segundo lugar y perdiendo la alcaldía por estrecho margen por el candidato del Partido Republicano, Eduardo Espinoza Gaete.

## Historial electoral

### Elecciones municipales de 2012
- Elecciones municipales de 2012, para la alcaldía de Macul[9]

| Candidato                | Pacto                          | Partido | Votos  | %     | Resultado |
| ------------------------ | ------------------------------ | ------- | ------ | ----- | --------- |
| Sergio Puyol Carreño     | Concertación Democrática       | PDC     | 16 436 | 42,68 | Alcalde   |
| Carmen Calderon Porras   | Regionalistas e Independientes | ILB     | 7842   | 20,37 |           |
| Raphael Salaberry Soto   | Coalición                      | UDI     | 6914   | 17,96 |           |
| Gonzalo Montoya Riquelme | El Cambio por Ti               | PRO     | 6289   | 16,36 |           |
| Ubaldo Concha Mellado    | Independiente (Fuera de pacto) | IND     | 1015   | 2,63  |           |

### Elecciones parlamentarias de 2013
- Elecciones parlamentarias de 2013, para el Distrito 25 (La Granja, Macul y San Joaquín), Región Metropolitana[10]

| Candidato                   | Pacto                         | Partido | Votos  | %     | Resultado |
| --------------------------- | ----------------------------- | ------- | ------ | ----- | --------- |
| Ramón Farías Ponce          | Nueva Mayoría                 | PPD     | 40 243 | 30,67 | Diputado  |
| Claudio Arriagada Macaya    | Nueva Mayoría                 | PDC     | 36 239 | 27,62 | Diputado  |
| Felipe Salaberry Soto       | Alianza                       | UDI     | 20 058 | 15,28 |           |
| Gonzalo Díaz Del Río Riesco | Alianza                       | RN      | 12 311 | 9,38  |           |
| Gonzalo Montoya Riquelme    | Si tú quieres, Chile cambia   | PRO     | 8340   | 6,35  |           |
| Luis Esteban Pizarro Véliz  | Si tú quieres, Chile cambia   | IND     | 3728   | 2,84  |           |
| Salvador Ojeda Vásquez      | Partido Humanista             | PH      | 3521   | 2,68  |           |
| Cristóbal Sáez Valdebenito  | Nueva Constitución para Chile | IND     | 3045   | 2,32  |           |
| Juan Carlos Ruz Herrera     | Partido Humanista             | PH      | 2025   | 1,54  |           |
| Cristián Ávila Cerda        | Nueva Constitución para Chile | IND     | 1674   | 1,27  |           |

### Elecciones municipales de 2016
- Elecciones municipales de 2016, para la alcaldía de Macul[11]

| Candidato                | Pacto                          | Partido | Votos  | %     | Resultado |
| ------------------------ | ------------------------------ | ------- | ------ | ----- | --------- |
| Gonzalo Montoya Riquelme | Independiente (Fuera de pacto) | IND     | 14.464 | 48,45 | Alcalde   |
| Sergio Puyol Carreño     | Nueva Mayoría                  | PDC     | 9.942  | 33,31 |           |
| Andrés Ugarte Navarrete  | Chile Vamos                    | UDI     | 5.445  | 18,24 |           |

### Elecciones municipales de 2021
- Elecciones municipales de 2021 para la alcaldía de Macul[12]

| Candidato                | Pacto                  | Partido | Votos  | %     | Resultado |
| ------------------------ | ---------------------- | ------- | ------ | ----- | --------- |
| Gonzalo Montoya Riquelme | Independiente          | Ind.    | 28.043 | 58,64 | Alcalde   |
| Eduardo Espinoza Gaete   | Independiente          | Ind.    | 9.377  | 19,61 |           |
| Ximena Zuleta Dinamarca  | Unidos por la Dignidad | DC      | 5.296  | 11,07 |           |
| Savka Pollak Tomasevich  | Chile Vamos            | Ind.    | 5.107  | 10,68 |           |